# Evangelij po Bazilidu
Evangelij po Bazilidu je izgubljeno besedilo novozaveznih apokrifov, ki ga je napisal Bazilid. Omenjajo ga Origen, Filip iz Side, sveti Hieronim, sveti Ambrož in sveti Beda Venedabilis. Napisan je bil v Egiptu med letoma 120 in 240 po Kristusu. Po vsej verjetnosti je bil evangelij sestavljen iz kanoničnih evangelijev, s skrajšanim besedilom in prirejen, tako da je ustrezal Bazilidovim gnostičnim oziroma doketističnim načelom.